# Dendrit
Dendritter er den del af nervecellen, der modtager impulser fra andre nerveceller. De ligger meget stærkt forgrenet ud fra soma (cellekroppen).